# Nombre hautement cototient
 (août 2014).
Si vous disposez d'ouvrages ou d'articles de référence ou si vous connaissez des sites web de qualité traitant du thème abordé ici, merci de compléter l'article en donnant les références utiles à sa vérifiabilité et en les liant à la section « Notes et références ».
En mathématiques — plus précisément en théorie des nombres — un nombre hautement cototient (highly cototient en anglais) est un entier naturel n > 1 pour lequel  l'équation u(x) = n — où u est la fonction cototient définie par u(x) = x - φ(x) —  a plus de solutions que pour tout autre entier k strictement compris entre 1 et n.
On exclut k = 1 dans la définition parce que l'équation x − φ(x) = 1 a une infinité de solutions (les nombres premiers).
Les 31 premiers termes de la suite des entiers hautement cototients (suite A100827 de l'OEIS) sont
2, 4, 8, 23, 35, 47, 59, 63, 83, 89, 113, 119, 167, 209, 269, 299, 329, 389, 419, 509, 629, 659, 779, 839, 1049, 1169, 1259, 1469, 1649, 1679, 1889.
Tous les nombres hautement cototients connus sont impairs à partir de 23, et même congrus à –1 modulo 30 à partir de 209.
De même que les nombres hautement composés, les nombres hautement cototients forment un ensemble infini, et à mesure qu'ils augmentent, les calculs sont de plus en plus longs, puisqu'ils mettent en jeu la décomposition en produit de facteurs premiers.

## Exemples
On peut définir le cototient de n comme le nombre n – φ(n) d'entiers compris entre 1 et n (au sens large) et qui ont avec n au moins un facteur premier commun. Par exemple, il y a exactement deux nombres (6 et 8) dont le cototient vaut 4. Or 3 n'est le cototient que de 9 et 2 n'est le cototient que de 4. Comparé à 2 et 3, 4 est donc hautement cototient.
| k (les k hautement coïndicateurs sont en gras) | 1 | 2 | 3 | 4 | 5 | 6 | 7 | 8 | 9 | 10 | 11 | 12 | 13 | 14 | 15 | 16 | 17 | 18 | 19 | 20 | 21 | 22 | 23 | 24 | 25 |
| Nombre de solutions de x – φ(x) = k ( A063740) | ∞ | 1 | 1 | 2 | 1 | 1 | 2 | 3 | 2 | 0  | 2  | 3  | 2  | 1  | 2  | 3  | 3  | 1  | 3  | 1  | 3  | 1  | 4  | 4  | 3  |

## Hautement cototients premiers
Les quatorze premiers termes de la suite des nombres à la fois hautement cototients et premiers (suite A105440 de l'OEIS) sont
2, 23, 47, 59, 83, 89, 113, 167, 269, 389, 419, 509, 659, 839.